# Министерство регионального развития и строительства Украины
Министерство регионального развития, строительства и жилищно-коммунального хозяйства Украины (укр. Міністерство регіонального розвитку, будівництва та житлово-комунального господарства України) — государственный орган исполнительной власти Украины, деятельность которого направляется и координируется Кабинетом министров Украины. Министерство возглавляет Министр регионального развития, строительства и жилищно-коммунального хозяйства Украины, которого назначает на должность Верховная Рада Украины в установленном законодательством порядке.